# Alberto Susat
Alberto Susat (* 20. April 1898 in Riva am Gardasee, Südtirol; † 28. Mai 1977 in Trient) war ein italienischer Kunstmaler und Restaurator.

## Leben
Susat entstammte einer altösterreichischen Familie italienischer Nationalität aus Riva am Gardasee. Sein Vater war österreichischer Gerichtsoberoffizial. Er besuchte in seinem Heimatort die Schule und studierte ab 1914 in Rovereto am Lehrerbildungsseminar.
Nach dem Eintritt Italiens in den Ersten Weltkrieg diente er von 1915 bis 1918 im II. Tiroler Kaiserjäger-Regiment und war nach dem Krieg Eisenbahnbeamter in Trient.
Im September 1924 übersiedelte er nach Salzburg, wo er seine zweite Heimat fand. Er arbeitete zuerst als Maler, durch das Studium alter Meister aber und ihrer Arbeitstechniken kam er zum Beruf des Restaurators. Zahlreiche Studienreisen zur Erforschung dieses Spezialgebietes ließen den Rang des Restaurators steigen, der sich von 1930 an fast ausschließlich der Restaurierung widmete.
Seit 1925 war er Mitglied des Salzburger Kunstvereines sowie des Sonderbundes österreichischer Künstler. Mit der Bergung der Faistauer Fresken im Kleinen Festspielhaus 1938 und deren Wiederanbringung nach dem Zweiten Weltkrieg hat sich der Künstler bleibende Verdienste erworben. Zahlreiche Ausstellungen, insbesondere Aquarelle im In- und Ausland. 1956 wurde ihm der Titel Professor, 1964 der Ring der Stadt Salzburg und 1968 die Wappenmedaille der Landeshauptstadt in Silber verliehen.
Die Alberto-Susat-Straße in Salzburg-Aigen trägt seinen Namen.

## Ausstellungen
- 1930 in Berlin und Kopenhagen
- 1935 in München
- 1951 in Vicenza
- 1953 in Catania
- 1954 in Rom und Salzburg
- 1956 in Wien
- 1964 in Salzburg (anlässlich seines 40-jährigen Aufenthaltes in der Mozartstadt)
- 1969 in Trient
- 1970 in Holyocke-Bosten, USA und in Bozen
- 1971 im Salzburger Museumspavillon
- 1974 nochmals im Salzburger Museumspavillon[2]
- 1983 im Sparkassenstöckl in Salzburg[3]